# 바이올린 소나타 10번 (베토벤)
루트비히 판 베토벤의 《바이올린 소나타 10번 사장조, 작품 번호 96》은 루트비히 판 베토벤이 1812년에 작곡한 피아노와 바이올린을 위한 소나타이다. 이 작품은 1812년에 작곡되고 그 해 12월 29일 베토벤의 제자인 피아니스트 오스트리아의 루돌프 대공과 프랑스의 바이올리니스트 피에르 로드에 의해 초연되었다. 출판은 1816년 빈의 슈타이너를 통해 이루어졌다.

## 작곡 및 배경
베토벤의 이 마지막 바이올린 소나타는 그의 창작 연대에서 유일하게 중기에 속한다(이전의 베토벤의 바이올린 소나타들은 모두 1803년 이전, 즉 베토벤이 교향곡 영웅으로 새로운 세계를 열기 이전에 작곡되었다). 베토벤의 진지한 음악의 작곡이 거의 중단되는 1813년 이전의 시점, 대략 1812년 11월에 우발적으로 작곡되었다(스케치는 그 해 초, 혹은 중반에 시작되었다). 당시 프랑스의 유명한 바이올리니스트였던 피에르 로드가 그의 고명한 제자 루돌프 대공을 방문했을 때, 이 사실을 알게 된 베토벤이 그들을 위해 작곡한 것으로 알려져 있다. 소나타는 1815년 출판되기 전에 약간의 수정이 가해졌을 수 있다.
베토벤은 이 작품을 쓸 때 로드의 장난기 있는 능력에 맞게 조정했다. 마지막 악장은 로드의 스타일을 염두에 두고 쓴 것이다. 작업을 완료하기 직전에 베토벤은 루돌프 대공에게 편지를 썼다: "나는 단지 시간 엄수를 위해서 마지막 악장을 그리 서두르지 않았습니다. 왜냐하면 그것을 쓰면서 나는 로드의 연주를 고려해야 했기 때문입니다. 피날레에서 우리는 치밀어 오르고 울려퍼지는 것을 좋아하지만, 이것은 로드를 기쁘게 하지 않습니다. 이점은 나를 다소 방해합니다." 그 결과 피날레는 이전의 크로이처 소나타 피날레에서 보여준 폭풍우 분위기가 없다. 이것은 베토벤의 이른바 "중기" 시대에서 예상치 못한 피날레를 제공하고 있는 것이다. 피날레는 일곱 개의 변주곡과 유쾌한 주제의 짧은 코다로 구성되었다.
1812년 이후의 생산량의 점진적인 감소는 베토벤이 불멸의 연인 위기와 함께 자신의 삶을 공유할 여성을 찾지 못한 것과 관련이 있을 수도 있다. 그러나 1812년에는 7, 8번 교향곡과 함께 바이올린 소나타 10번으로 그의 명성과 평판을 국내외적으로 확장했다. 이 무렵 그의 작품은 자주 공연 프로그램에 출연했다.

## 초연, 출판 및 헌정
소나타가 작곡된 해인 12월 29일 요제프 프란츠 폰 로브코비츠 공작의 저택에서 프랑스의 바이올리니스트 피에르 로드와 베토벤의 제자인 피아니스트 오스트리아의 루돌프 대공에 의해 비공개로 초연되었다. 공식적인 초연은 1813년 1월 7일에 같은 연주자들의 구성으로 빈에서 이루어졌다.
출판은 1816년 빈의 슈타이너를 통해 이루어졌다. 작품은 피에르 로드를 위해 쓰여졌으나 헌정은 루돌프 대공에게 이루어졌다.

## 반응
음악 평론가 시드니 핀켈스타인은 "작품 번호 96의 분위기는 온화한 서정적인 것 중 하나이지만 평온함의 성취를 가능하게 한 고통의 심오한 깊이와 경험을 엿볼 수 있다."라고 표현한 바 있다.

일반음악신문은 1817년에 이 작품에 대해 다음과 같이 썼다:
"바이올린은 절대적으로 의무적이다. 피아노 부분 만으로는 개별 라인을 거의 이해하지 못한다. 두 개의 목소리가 훌륭하게 연결되어 있을 뿐만 아니라 함께 모이면서 각각의 목소리가 큰 영향을 미친다.", ― Allgemeine Musikische Zeitung (일반음악신문), 1817년
음악 평론가 폴 베커는 베토벤의 바이올린 소나타 중 소나타 작품 번호 96을 "가장 시적이면서 음악적으로 정교하게 만들어진 작품"으로 묘사했다.

바이올리니스트 칼 플레시 또한 소나타 작품 번호 96을 베토벤의 가장 성공적인 것으로 간주했다.
“베토벤의 바이올린 소나타 작품 번호 24 ("봄 소나타"), 작품 번호 30, 2, 작품 번호 47 ("크로이처 소나타") 중 하나가 청중들에게 가장 인기있는 곡으로 뽑힌다면, 작품 번호 96은 전체 시리즈 중 가장 완벽한 작품이다.", ― 칼 프레쉬 : 바이올린 연주의 예술 2권 171쪽, 1928년 베를린

## 악장 구성
이 소나타는 네 개의 악장으로 구성되어 있으며, 일반적으로 이 소나타 전부를 연주하는 데에는 약 27분이 소요된다.
베토벤의 바이올린 소나타 중 가장 매력적인 것이라고 묘사되는 이 작품은, "매우 고요하고 섬세한 아름다움"이 부여되며 이러한 의미에서 "모든 것이 완벽하게 연주되어야 하므로 작품을 소개하는 첫 번째 트릴에서 연주자를 위한 테스트를 한다." 이 유명한 초기 트릴은 주제의 필수적인 부분이다. 요제프 요아힘과 클라라 슈만의 전통에 따르면 항상 돈꾸밈음으로 결론을 내려야 하지만, 안네 조피 무터와 같은 몇몇 주목할 만한 연주자들은 그러한 방식으로 결론을 내리는 것을 선호하지 않는다.

### 제1악장.  알레그로 모데라토 (사장조)
3/4 박자, 베토벤의 피아노 협주곡 4번의 주요 주제를 반영하는 악장의 첫 번째 주제는 바이올린과 피아노 부분이 처음에는 개별적으로, 그 다음에는 함께 들리면서 시작된다. 두 번째 주제는 셋잇단음표와 점음표가 특징이지만 여전히 서정적이다. 세 번째 주제는 악장의 전개부에서 들리며 또한 셋잇단 음표를 동반한다. 연주가 끝나면 잠깐 동안 음악이 멈춘다. 반복 부분 이후 악장의 첫 번째 주제는 세부적인 코다의 중심 무대를 차지한다.
바이올린과 피아노가 상호 연주하는 성격의 이 악장은 프란츠 슈베르트의 피아노 삼중주 2번에도 영감을 주었다.

### 제2악장.  아다지오 에스프레시보 (내림마장조)
2/4 박자, 세 부분으로 구성된 노래 형식으로 구상된 아다지오는 한스 업스타인이 대화적 관계론이라고 불렀던, 반복되면 피아노와 바이올린이 역할을 바꾸는 두 개의 악구로 구성된 주제로 시작한다. 두 번째 부분은 21절에서 바이올린의 카덴차까지 이어지며 재현부로 이어진다. 악장은 코다에서 내림마 장조 화음으로 끝나며, 내림마-사-올림다 단조 화음과 함께 다음 스케르초의 라 장조 화음으로 이어진다.

### 제3악장.  스케르초: 알레그로 (사단조) - 트리오 (내림마장조)
3/4 박자, 스케르초 이전의 과도기적 아다지오의 내림마장조 화음으로부터 준비되었던 라장조 화음으로 시작한다. 예를 들어, 이것은 1811년에 작곡된 피아노 삼중주 7번 내림나장조, 작품 번호 97의 3악장과 4악장 사이에서 유사한 전환을 찾을 수 있다. 당김음에서 과장된 32개  마디 악장의 시작 부분은 노래의 성질을 지닌 사장조 트리오와 대조를 이룬다.

### 제4악장.  포코 알레그레토 (사장조) – 아다지오 에스프레시보 – 템포 I – 알레그로 – 포코 아다지오 – 프레스토
2/4 박자, 이 마지막 악장의 작곡은 베토벤이 처음으로 바이올리니스트 피에르 로드의 연주를 들었을 때 시작되었다. 그의 능력에 관하여 다소 평범한 인상을 받았을 때, 작곡가는 소나타 네 번째 악장에서 탁월함을 포기하기로 결정하고 대신 명랑하고 쉬운 피날레를 썼다. 그러나 바이올리니스트 요제프 시게티는 이렇게 말했다: "피날레의 '돌진 악절'이 로드에게 호소력이 없다는 베토벤의 발언은 아이러니 하다고 볼 수 있는데, 그렇게 난해한 작품의 마지막 변주곡은 확실히 자극적이기 때문입니다. 이 성숙하고 세속적인 유쾌한 변주 시리즈의 핵심은 바이올린 소나타 장르에서 아직 접하지 않은 두 개의 악기 사이의 솔직하고 관조적인 대화, 아다지오–변주곡입니다. 최종의 두 개의 악절–바이올린의 대담한 라장조까지의 상승과 피아노의 이어지는 악절–에서는 "협주곡 양식"을 피하려는 의도에서 많이 벗어나고 있습니다."
박자표와 조표 사용 및 민속 음악 특성과 관련된 이 마지막 악장의 구성은 이미 베토벤의 소나타 8번 사장조 작품 번호 30, 3의 피날레에서 찾을 수 있다. 음악학자 피터 칸이 언급했듯이 작품 번호 96의 피날레는 1803년에 작곡된 베토벤의 피아노 삼중주, 작품 번호 121a (벤첼 뮬러의 오페라 프라하의 자매들 중 나는 재단사 카카두 주제에 의한 변주곡 사장조 “카카두 변주곡”)와 유사하다.

## 같이 보기
- 베토벤의 바이올린 소나타

## 참고 문헌
- CD 박스 세트 베토벤, 슈만, 브람스 - 바이올린 소나타와 함께 제공되는 소책자. 도이치 그라모폰 프로덕션 (유니버설), 2003.
- Harenberg 문화 가이드 실내악. Brockhaus, Mannheim 2008, ISBN 978-3-411-07093-0
- Jürgen Heidrich : 바이올린 소나타에서 : 베토벤 설명서. Bärenreiter, Kassel 2009, ISBN 978-3476021533. 466-475 쪽.
- “바이올린과 피아노를 위한 소나타 10번 설명”. 《Allmusic》 (영어). 2020년 12월 27일에 확인함.